# سامي غايل
سامي غايل (بالإنجليزية: Sami Gayle)‏ (ولدت في 22 كانون الثاني / يناير 1996) ممثلة أميركية. أدت دور نيكي ريغان في مسلسل الدماء الزرقاء.

## في وقت مبكر الحياة
غايل ولد ونشأ في ويستون, فلوريدا. والدتها كانت مملوكة الأعمال يعمل الآن كمدير لها. والدها هو محام. غايل كنت أدرس في المنزل و يتبع المستوى المتقدم (AP) المناهج في جميع المواد الدراسية. كانت المرتبة على الصعيد الوطني في المنتدى العام النقاش تلقت عرضين للتنافس في بطولة الأبطال ، ووضع لها بين أعلى المتحاورين على الصعيد الوطني.[بحاجة لمصدر]

## الأفلام والمسلسلات التي شاركت بها
| العام        | العنوان                    | دور                     | ملاحظات        |
| ------------ | -------------------------- | ----------------------- | -------------- |
| 2009-2010    | كما يتحول العالم           | هايدن لوسون             | 3 حلقات        |
| 2010–present | الدماء الزرقاء             | نيكول "نيكي" ريغان-بويل | دور رئيسي      |
| 2011         | الملكي الأم                | ناتالي                  | حلقة: "الكمان" |
| 2011         | مفرزة                      | إيريكا                  | فيلم           |
| 2012         | سرقت                       | أليسون مونتغمري         | فيلم           |
| 2013         | Congress, TheThe Congress ‏ | سارة رايت               | فيلم           |
| 2013         | Hateship, Loveship         | إديث                    | فيلم           |
| 2014         | أكاديمية مصاص الدماء       | ميا رينالدي             | فيلم           |
| 2014         | نوح                        | اللاجئين ابنة           | فيلم           |
| 2018         | حلوى جرة                   | لونا سكينر              | فيلم لنيتفليكس |

## روابط خارجية
- سامي غايل على موقع IMDb (الإنجليزية)
- سامي غايل على موقع روتن توميتوز (الإنجليزية)
- سامي غايل على موقع ألو سيني (الفرنسية)
- سامي غايل على موقع أول موفي (الإنجليزية)
- سامي غايل على موقع قاعدة بيانات برودواي على الإنترنت (الإنجليزية)
- سامي غايل على موقع قاعدة بيانات الأفلام السويدية (السويدية)
- سامي غايل على موقع قاعدة بيانات الفيلم (الإنجليزية)
- سامي غايل على موقع كينوبويسك (الروسية)